# Хвостатое ядро
Хвостатое ядро (лат. nucleus caudatus) — парная структура головного мозга, относящаяся к стриатуму. Расположена спереди от таламуса, от которого (на горизонтальном срезе) его отделяет белая полоска вещества — внутренняя капсула. Передний отдел хвостатого ядра утолщён и образует головку, caput nuclei caudati, которая составляет латеральную стенку переднего рога бокового желудочка. Головка хвостатого ядра примыкает внизу к переднему продырявленному веществу, в этом месте головка соединяется с чечевицеобразным ядром. Суживаясь сзади, головка переходит в тело, corpus nuclei caudati, которое лежит в области дна центральной части бокового желудочка и отделяется от таламуса терминальной полоской белого вещества. Сзади продолжается в хвост — cauda. 
Хвостатое и чечевицеобразное ядра образуют стриатум.